# 利华休姆信托基金会

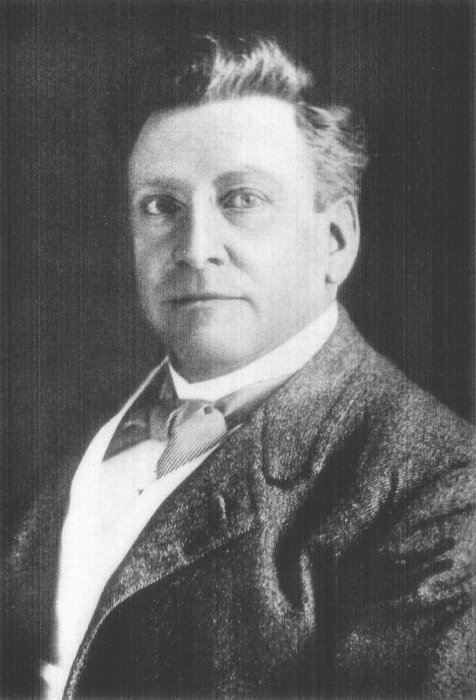
威廉·海斯科斯·利華，第一任利华休姆子爵

利华休姆信托基金会（/ˈliːvərhjuːm/）是一个根据英国法律注册的慈善组织，1925年根据威廉·海斯科斯·利華的遗嘱成立，负责颁发菲利普·利华休姆奖等多个奖项。